# Pristiphora tenuicornis
Pristiphora tenuicornis är en stekelart som först beskrevs av Lindqvist 1955.  Pristiphora tenuicornis ingår i släktet Pristiphora, och familjen bladsteklar. Arten är reproducerande i Sverige.